# بيتر بوريان
بيتر بوريان (مواليد 21 مارس 1959) (بالسلوفاكية: Peter Burian) هو الممثل الخاص الحالي للاتحاد الأوروبي في آسيا الوسطى.

## مسيرته
ولد بيتر بريان في هلوهوفيتس بسلوفاكيا، وتخرج في الدراسات الشرقية من جامعة سانت بطرسبرغ الحكومية بالاتحاد السوفييتي ودخل خدمة وزارة الخارجية التشيكوسلوفاكية في عام 1983. وفي أعقاب تفكك تشيكوسلوفاكيا في 1 يناير 1993، تم تعيينه قائما بالأعمال في سفارة سلوفاكيا المستقلة حديثا في واشنطن العاصمة، وبعد فترة وجيزة، تم تعيينه نائب رئيس البعثة. في عام 1999، أصبح سفير سلوفاكيا في منظمة حلف شمال الأطلسي في بروكسل، بلجيكا. كما كان الممثل الدائم لسلوفاكيا لدى الأمم المتحدة في الفترة من 22 ديسمبر 2004 حتى نوفمبر 2008، وجلس في مجلس الأمن عندما كانت سلوفاكيا عضوا (كونها رئيس مجلس الأمن لشهر فبراير 2007). أصبح سفير سلوفاكيا في الولايات المتحدة في ديسمبر 2008. كما شغل منصب وزير الدولة في وزارة الخارجية السلوفاكية.

## روابط خارجية
- Official website of the Embassy of Slovakia to the United States